# Robert Thiéry
Robert Thiéry est un aviateur français, né le 12 août 1895 à Saint-Mihiel (Meuse) et mort le 13 septembre 1925 à Fribourg-en-Brisgau (Bade-Wurtemberg) alors qu'il tentait de battre le record du monde de distance en ligne droite, accompagné de Dieudonné Costes.

## Biographie

### Première Guerre mondiale
Reçu bachelier ès lettres, il est engagé volontaire en 1914 quand débute la Première Guerre mondiale. Affecté au 27e régiment de dragons, il demande à servir dans l'aviation. Il obtient son brevet de pilote en 1917. Après avoir été moniteur à Avord, il est affecté à l'escadrille SPA 62 et vole sur avion Breguet 14. Il accomplit de nombreuses missions de reconnaissance photographique et de bombardement. 

### Entre-deux-guerres
Démobilisé en 1919, il devient pilote à la Compagnie des messageries aériennes. En 1920, il entre chez Breguet et en devient chef pilote et chef réceptionnaire. Il présente le Breguet 19 dans les différentes capitales d'Europe au cours de meetings, ce qui vaut à la firme de nombreuses commandes.  

### Décès
Avec Dieudonné Costes, il tente un raid en ligne droite vers le Golfe Persique. Décollant d'Étampes le 13 septembre 1925 à bord d'un Breguet 19 A2 à moteur Renault de 450 ch, ils rencontrent du mauvais temps au-dessus de l'Allemagne. L'avion perd de l'altitude et accroche les arbres dans la région de Fribourg-en-Brisgau. Costes est blessé, mais Thiéry grièvement blessé meurt sans avoir repris connaissance.  

## Distinctions
- Chevalier de la Légion d'Honneur
- Croix de guerre 1914-1918 avec palme[1].

## Hommages
Un monument en la mémoire de Thiéry sera élevé à l'endroit de l'accident et inauguré le 19 février 1933, sous l'impulsion de Dieudonné Costes. Ce dernier est signé du sculpteur fribourgeois Messerschmidt qui a ainsi représenté un faucon chutant en granit. Un buste à la mémoire de Thiéry se trouve à Vélizy-Villacoublay. 